# Harry Warren
Harry Warren, nato Salvatore Antonio Guaragna (New York, 24 dicembre 1893 – Los Angeles, 22 settembre 1981), è stato un compositore e paroliere statunitense.

## Biografia
Nato da genitori calabresi, il padre Antonio Guaragna (23/02/1850) nato a Civita comune arbereshe in provincia di Cosenza e la mamma Rachele De Luca (12/08/1850), nata a Civita, emigrarono negli Stati Uniti d'America. Ha ricevuto undici volte la candidatura all'Oscar per la migliore canzone vincendo in tre occasioni: nel 1935, nel 1943 e nel 1946.

## Lista parziale di brani
- I only have eyes for you
- Lullaby of Broadway
- You'll Never Know
- On the Atchison, Topeka and the Santa Fe
- Jeepers Creepers
- Chattanooga Choo Choo
- (I've Got a Gal In) Kalamazoo
- Zing a Little Zong
- That's Amore
- You're Getting to Be a Habit with Me
- 42nd Street
- September in the Rain
- You Must Have Been a Beautiful Baby
- You're Getting to Be a Habit with Me
- Shuffle Off to Buffalo
- Boulevard of Broken Dreams
- Keep Young and Beautiful
- Chica Chica Boom Chic
- I, Yi, Yi, Yi, Yi (I Like You Very Much)
- I Know Why (And So Do You)
- It Happened in Sun Valley
- At Last
- I Had the Craziest Dream
- Serenade In Blue
- There Will Never Be Another You
- The More I See You
- This Heart of Mine
- (The Same Thing Happens with) The Birds and the Bees

## Filmografia
- Quarantaduesima strada (42nd Street), regia di Lloyd Bacon (1933)
- Viva le donne! (Footlight Parade), regia di Lloyd Bacon (1933)
- Abbasso le donne (Dames), regia di Ray Enright (1934)
- Le cinque schiave (Marked Woman), regia di Lloyd Bacon (1937)
- Nel frattempo, cara (In the Meantime, Darling), regia di Otto Preminger (1944)